# Delahaye Type 175
Pour les articles homonymes, voir Delahaye (homonymie).
Les Delahaye Type 175, 178, et 180 sont une série d'automobile de luxe du constructeur automobile Delahaye, produites à 105 exemplaires entre 1948 et 1951.

## Historique
Prestigieux constructeur d'automobile de luxe français international d'avant guerre, Delahaye intègre Delage en 1935, et est réquisitionné par les occupants nazis, pour l'effort de guerre industriel de la Seconde Guerre mondiale, pour fabriquer des wagons de chemin de fer. En 1945, Delahaye et Delage sont intégrés au plan Pons  pour reconstruire l'industrie et l'économie française d'après-guerre. Le plan leur attribue de construire des voitures de sport et de luxe pour l'exportation vers le marché international, pour générer des devises étrangères pour renflouer l'économie surendettée de la France d'après-guerre. 
Ces modèles sont fabriqués à partir de 1948, en même temps notamment que les Delage D6, et Delahaye type 135, 145, 155, et 165, concurrents entre autres des Talbot-Lago Type 26, avec un nouvel ensemble châssis moteur commun, et diverses évolutions techniques dont les premiers récepteurs radio et climatisation de bord. Une série de prototypes sont présentés aux premiers salon de l'automobile de Paris d'après-guerre du Grand Palais, en 1946 et 1947, avant que la production ne débute en 1948. 
Vendue au prix de trois Citroën Traction Avant 15-Six, la série est un échec commercial dû à une longue période de mise au point, et à la dépression financière d'après guerre. Surnommées dernières des grandes Delahaye, elles entraînent la disparition du constructeur Delahaye / Delage en 1954, malgré la tentative infructueuse d'un dernier modèle Delahaye type 235 fabriqué à 84 exemplaires entre 1951 et 1954 (la production combinée de Delahaye et Delage passe de 511 en 1949, à 41 en 1952, 36 en 1953, et 7 en 1954).

### Moteur
Cette série est motorisée par une évolution du moteur six cylindres en ligne 3,5 litres des Delahaye type 135, poussé à 4,5 litres de cylindrée, en trois versions, avec boite de vitesses Wilson 4 rapports épicycloïdale semi automatique électrique :
- Type 1AL-183 : carburateur Solex, pour 140 ch, et 140 km/h de vitesse de pointe
- Type 2AL-183 : triple carburateurs Solex, pour 160 ch, et 145 km/h de vitesse de pointe
- Version 175-S (Sport) de compétition automobile : trois carburateurs Stromberg, pour 220 ch, et 180 km/h de vitesse de pointe

### Carrosseries
La carrosserie Delahaye est dessinée par le chef designer de la marque Philippe Charbonneaux, et réalisée par les carrossiers Henri Chapron ou Letourneur & Marchand. Le châssis-moteur est également vendu nu, pour être carrossé par de nombreux carrossiers indépendants de prestige de l'époque dont Figoni & Falaschi, Jacques Saoutchik, Marius Franay, Alphonse Guilloré, Marcel Pourtout, Jean Antem, Dubos Frères, Faget & Varnet, Jean Henri-Labourdette...

## Galerie

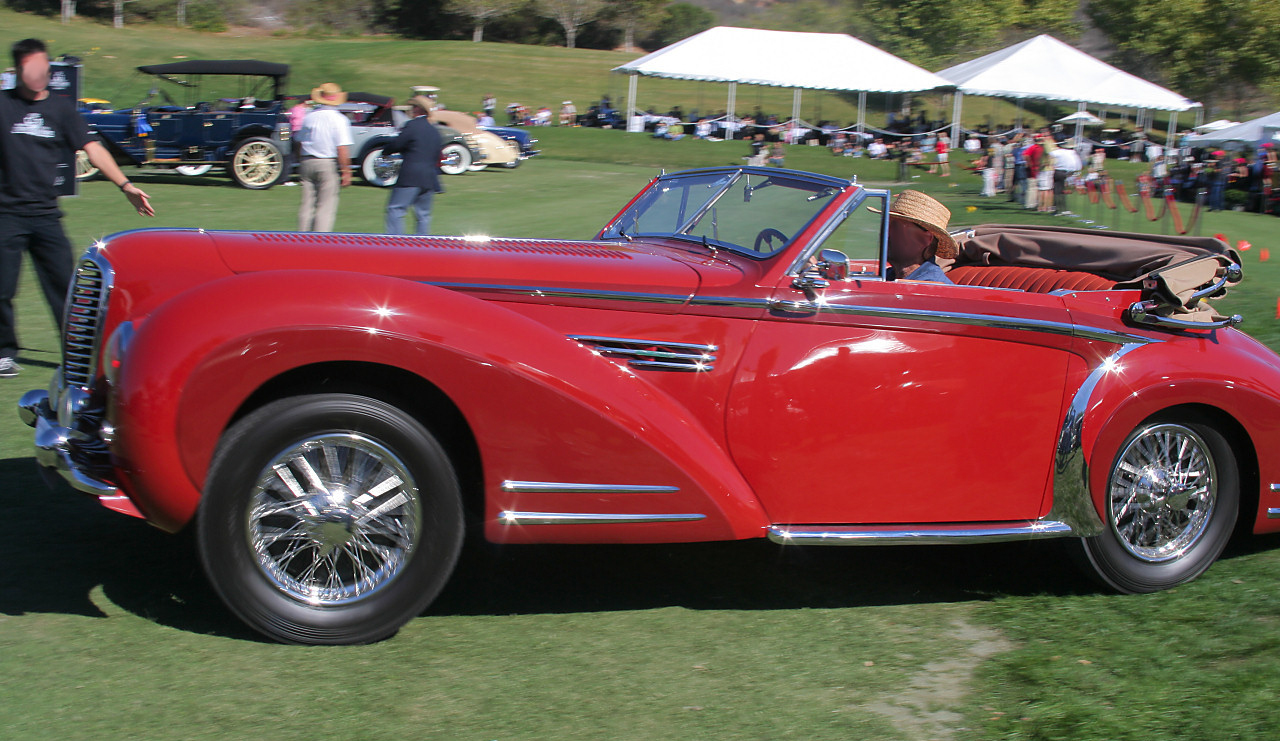
Coupé cabriolet Type 175 (1947)
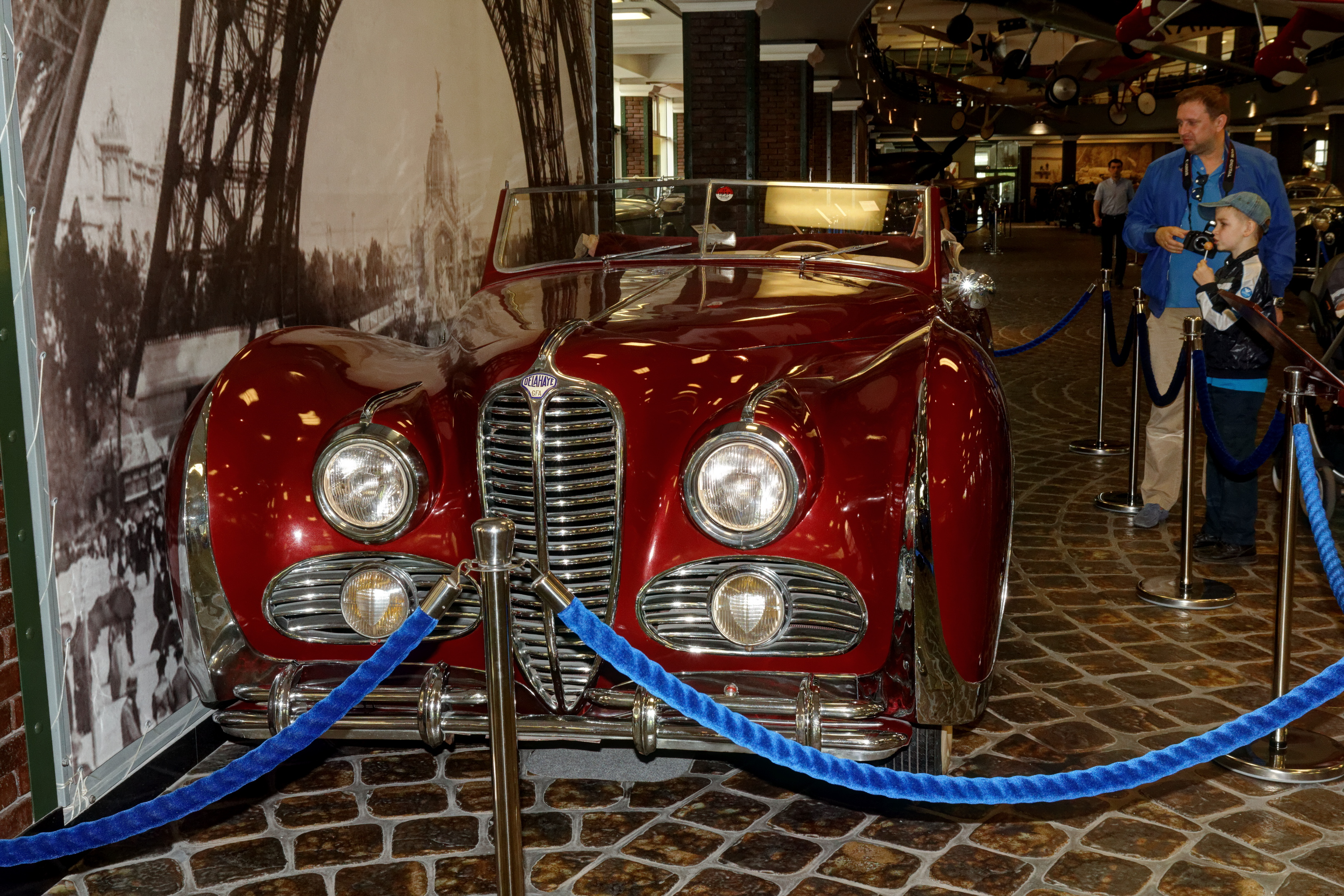
Coupé cabriolet Type 175
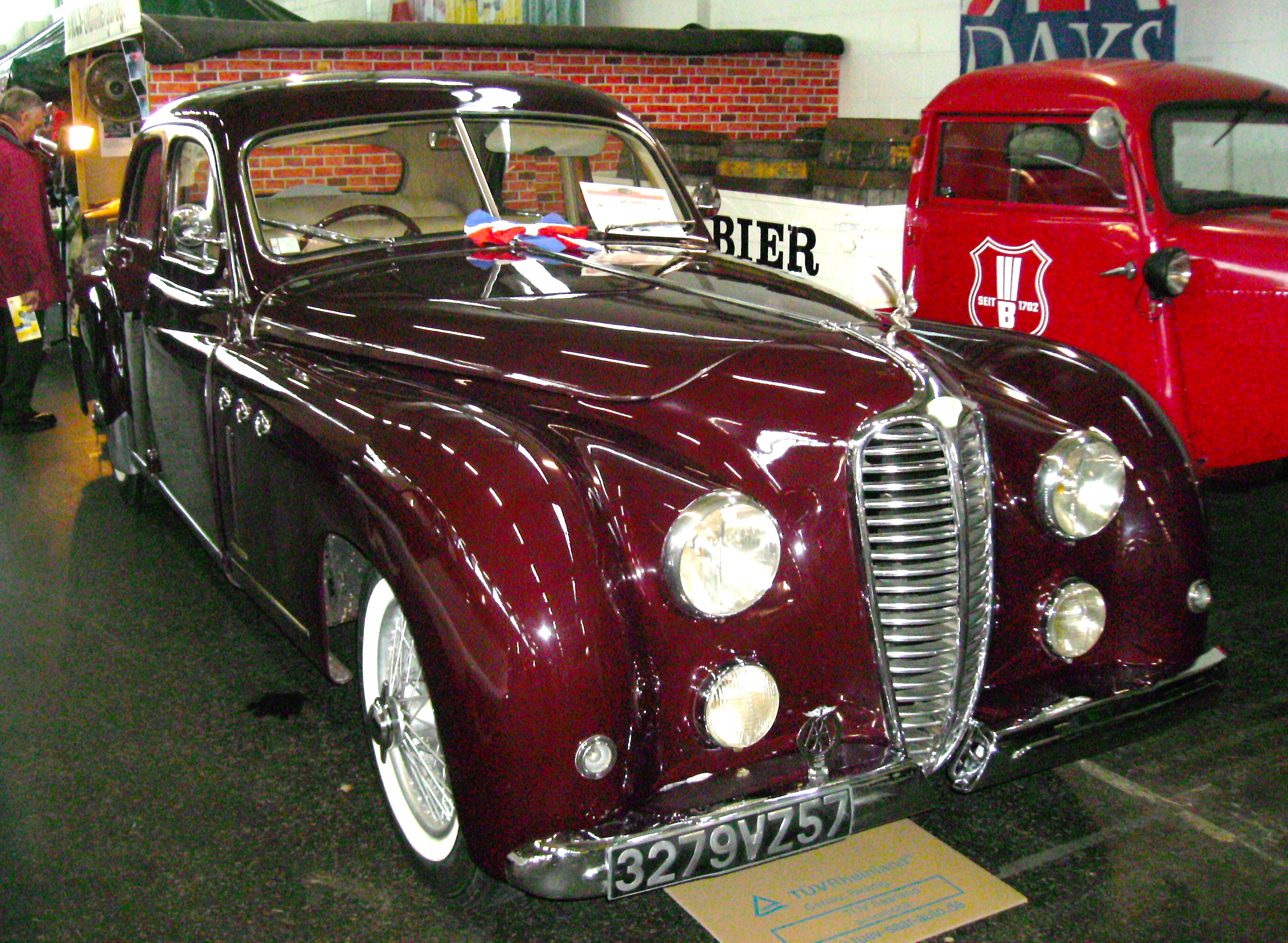
Berline Type 175M
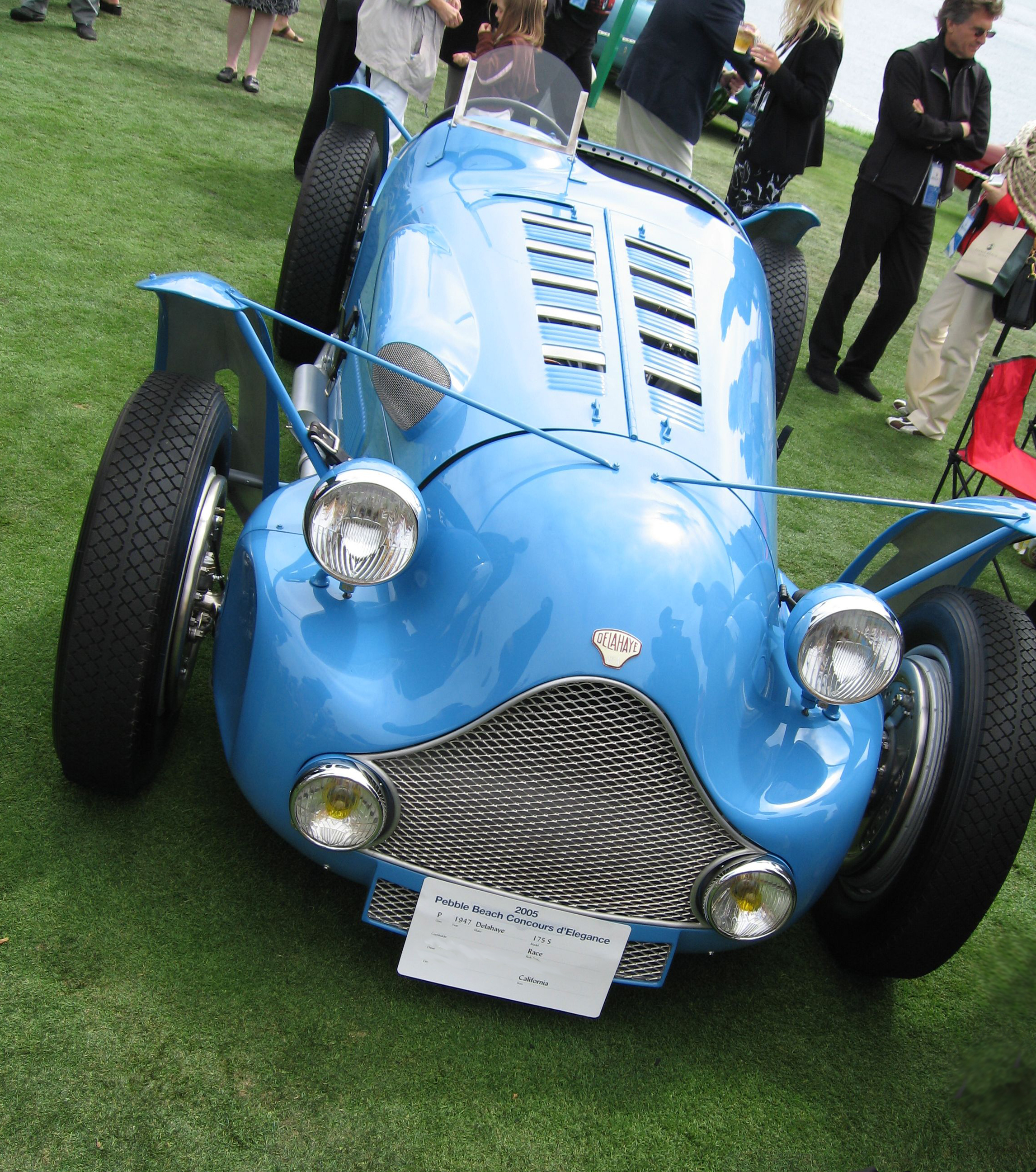
Delahaye Type 175 S de course de 1947 (Pebble Beach Concours d'Elegance 2005)
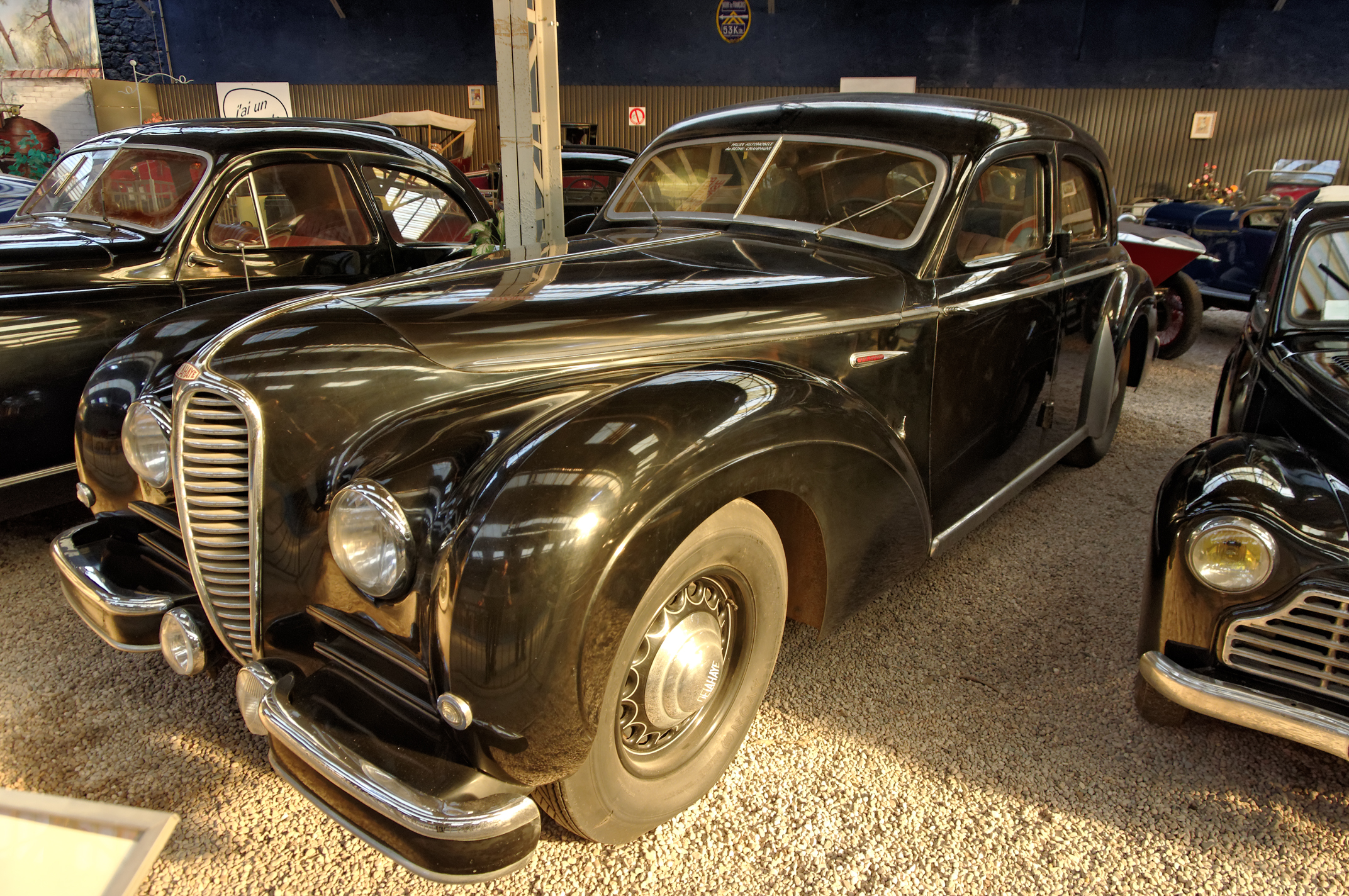
Berline Type 180 (1948)
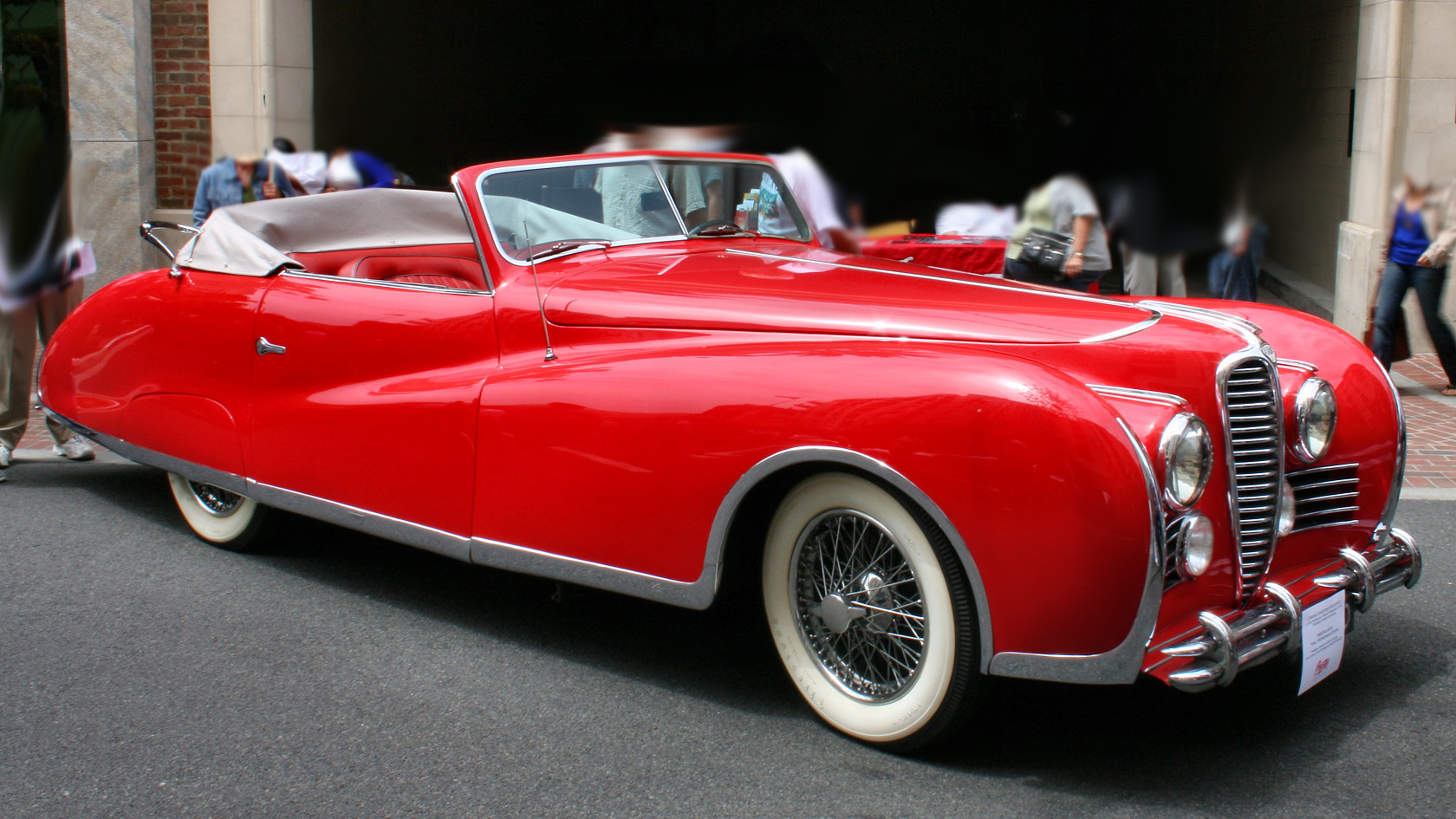
Cabriolet Type 178 (1949).

## Compétition 175-S

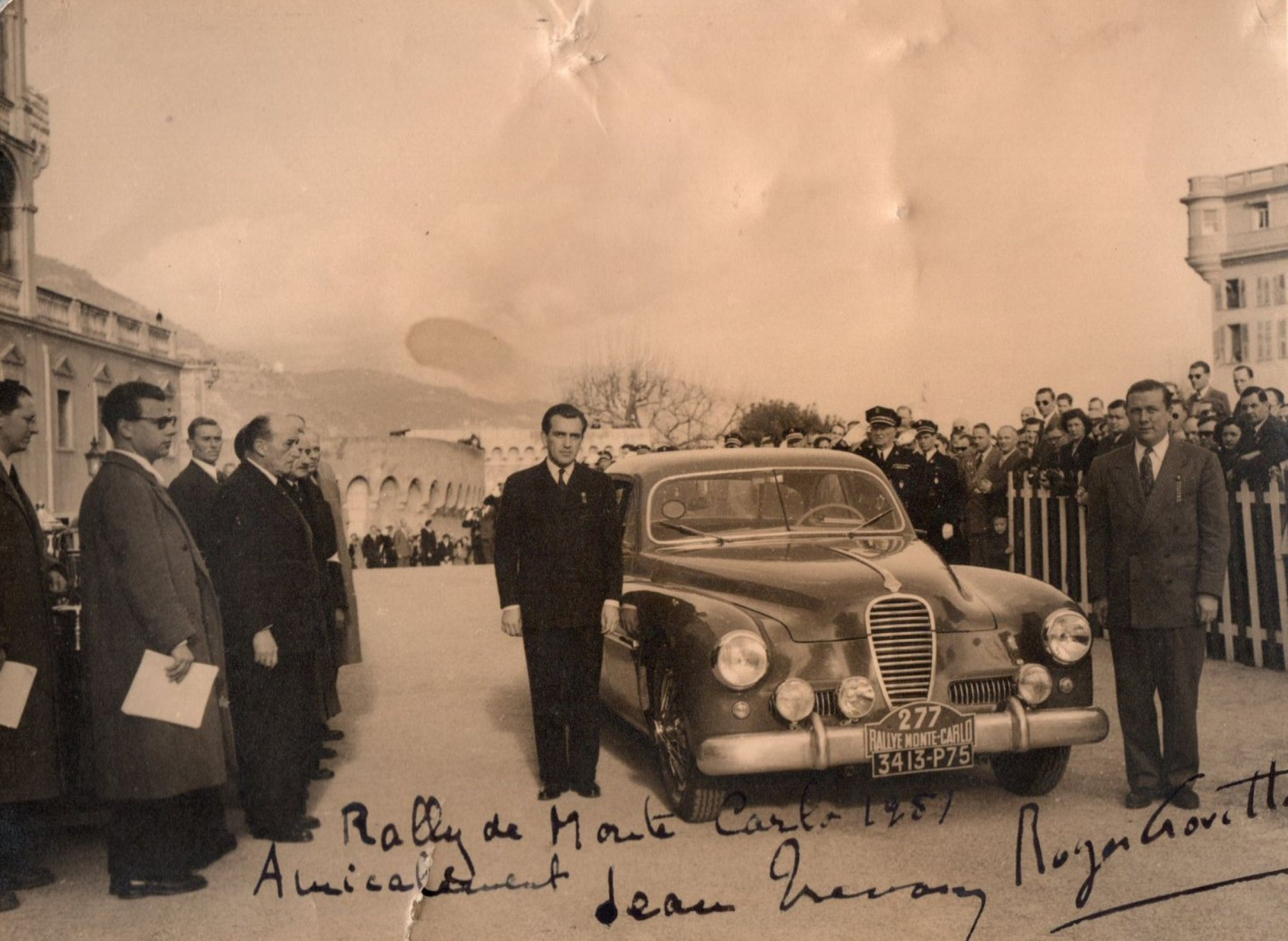
Jean Trévoux + Roger Crovetto, Rallye automobile Monte-Carlo, 1951

- 1950 : 12e place de la 1re Carrera Panamericana, avec le pilote Jean Trévoux
- 1951 : Victorieuse et 5e du Rallye automobile Monte-Carlo avec le pilote Jean Trévoux

## Delahaye 175-S Saoutchik roadster 1949
En 1949 Sir John Gaul (richissime collectionneur anglais) se fait réaliser par le carrossier parisien Jacques Saoutchik un des roadsters les plus extravagants de l'Histoire de l'automobile, avec une carrosserie très aérodynamique inspirée entre autres des Delahaye type 135, Delahaye Type 145, et Delahaye Type 165, du style Art déco des années 1930, et de l’avion américain Lockheed Constellation, avec de nombreux éléments chromés, et les premières climatisations de bord de l'époque . 

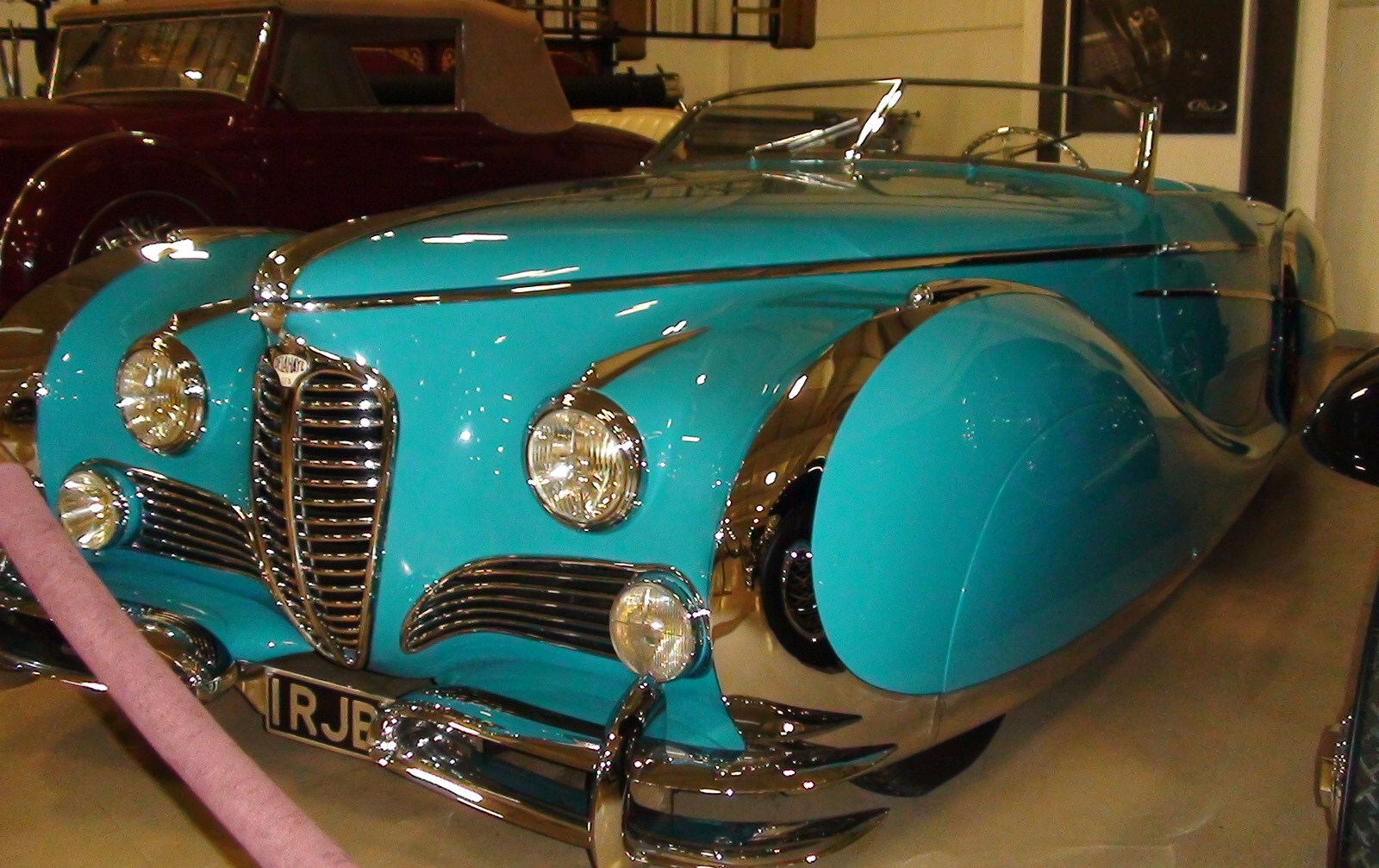
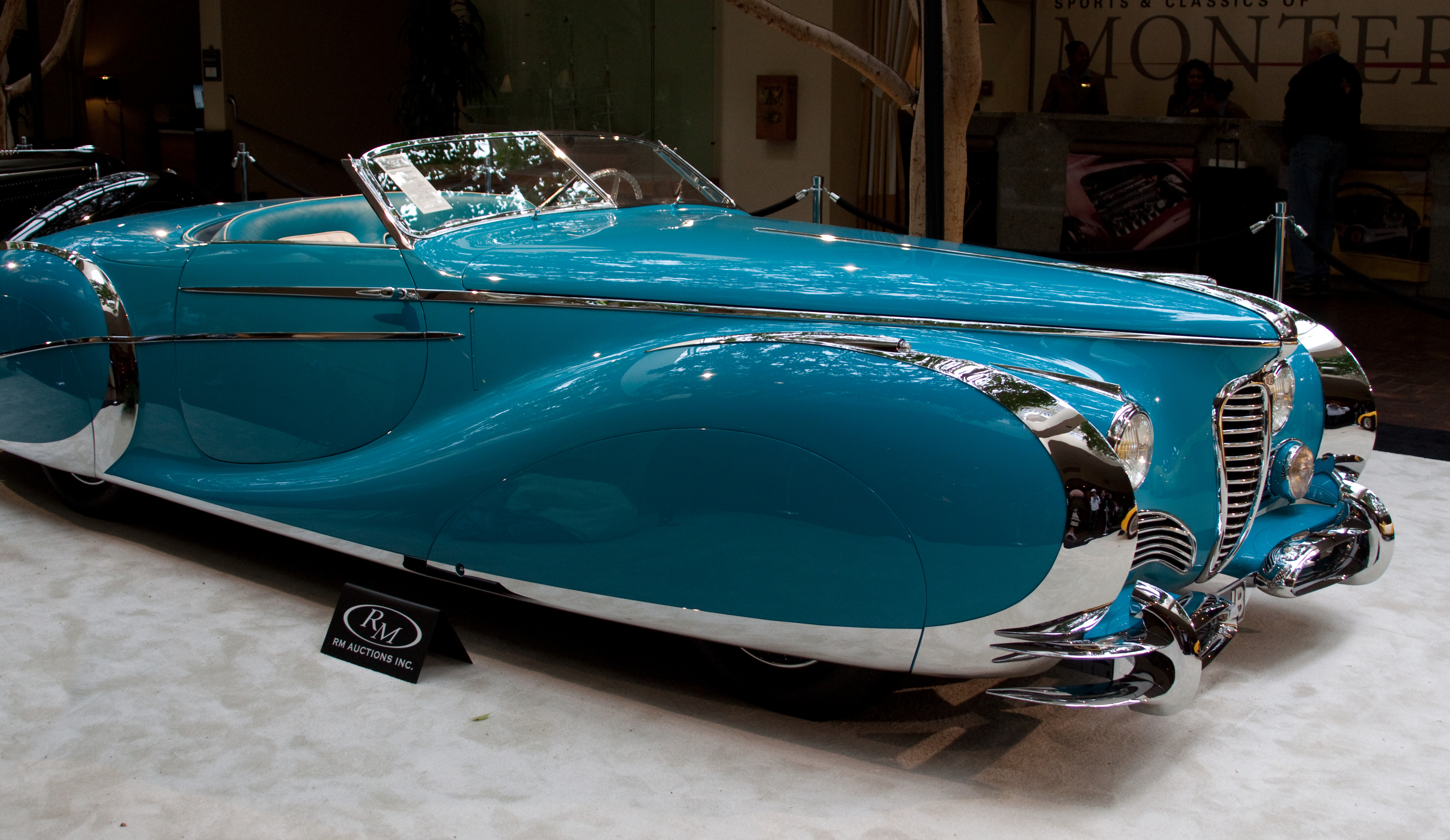

Présentée au Salon automobile du grand Palais de Paris 1949, et lauréate de nombreux prix de concours d'élégance de voitures de collection, il la revend cinq ans plus tard à la jeune star anglaise du cinéma Diana Dors. Revendue depuis à de nombreux propriétaires successifs, victorieuse dans sa catégorie du Pebble Beach Concours d'Elegance 2006, elle est acquise au enchère pour 3,3 millions de dollars chez RM Sotheby's en 2010. 